# Bateria d'ió sodi
La bateria d'ió sodi (amb acrònim anglès NIB o SIB) és una categoria de bateria recarregable que utilitza ions de sodi (Na+) com a portadors de càrrega. El principi de funcionament i la construcció de cèl·lules són gairebé idèntics als dels tipus de bateries d'ó liti (LIB), però substiueixen el liti per sodi, un compost barat i gairebé inexhaurible, com que és un element de la sal comuna.

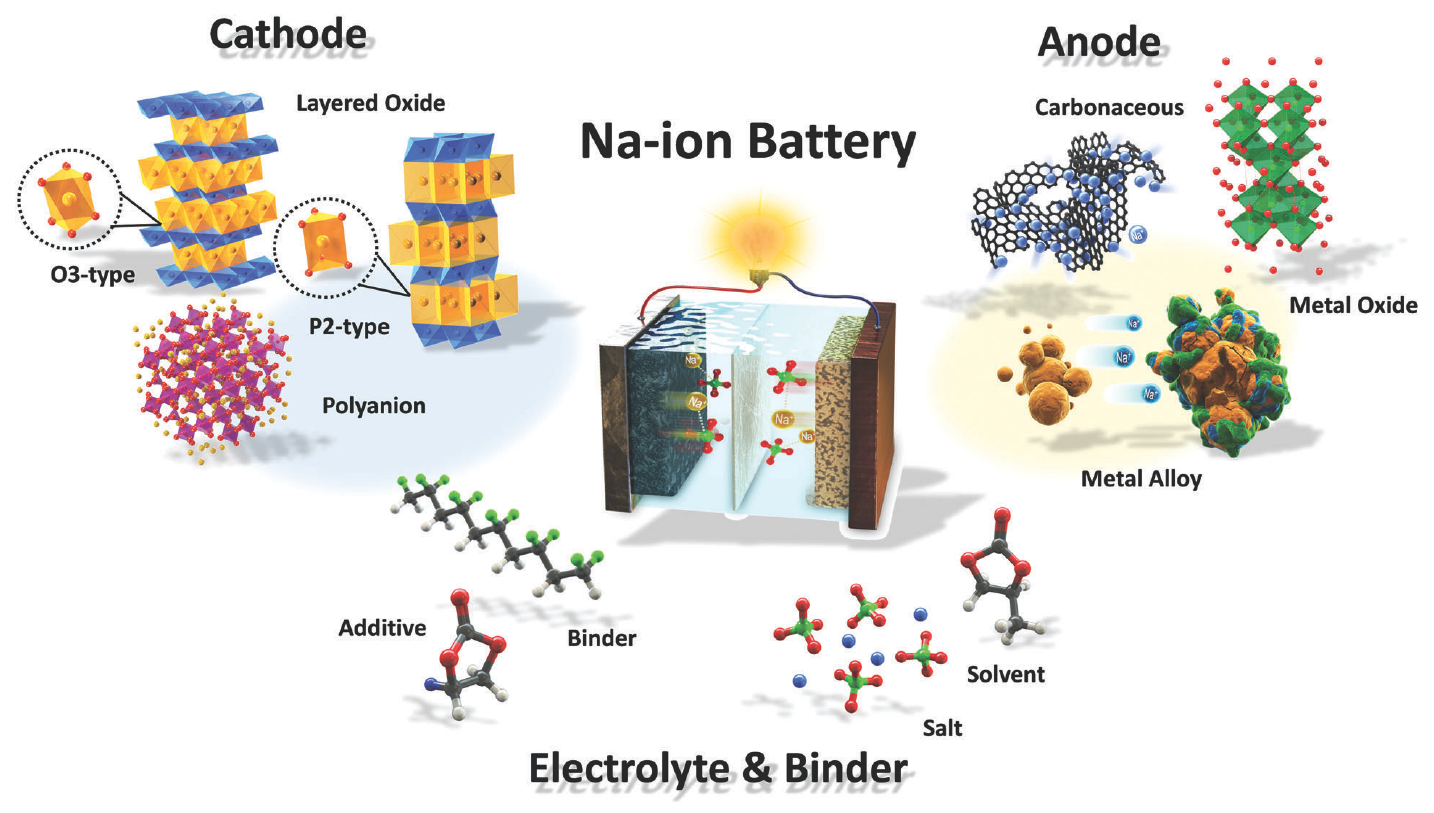
Il·lustració d'un sistema de bateries de ions de sodi

Aquestes bateries es fan a partir de materials abundants i barats, que es poden produir amb menys d'impactes ambientals. Tot i que les de sodi són més ponderoses i voluminoses que les de liti, són faedores per a instal·lacions d'emmagatzematge d'energia estacionaris on el pes i el volum són menys crucials, i des de 2024 també per autos elèctrics. La producció de liti, cobalt, coure i níquel, indispensables per bateries de ions de liti, té un gran impacte ambiental, a mès dels problemes geopolítiques dels països amb jaciments d'aquests elements més rars.  El sodi, ans al contrari, es pot extraure, per exemple, de la salmorra, un residu de les dessaladores, molt nociu si s'aboca al mar.
El 2024, els fabricants xinesos Yiwei i JMEV van llançar la producció en sèrie de vehicles elèctrics amb bateries de ions de sodi. Des de 2025, les bateries de ions de sodi comencen a entrar en el mercat com que la firma xinesa, CATL, el més gros fabricant de bateries en comença la producció de massa. El 2020, encara no se'n parlava en un raport de l'Administració d'informació energètica dels Estats Units sobre tecnologies d'emmagatzematge d'energia.  Els reptes d'adopció inclouen una baixa densitat d'energia i cicles de càrrega-descàrrega insuficients.
Les cèl·lules d'aquestes bateries consisteixen en un càtode basat en un material que conté sodi, un ànode (no necessàriament un material a base de sodi) i un electròlit líquid que conté sals de sodi dissociades en dissolvents pròtics o apròtics polars. Durant la càrrega, els ions de sodi es mouen del càtode a l'ànode mentre els electrons viatgen pel circuit extern. Durant la descàrrega, s'hi produeix el procés invers.
La taula següent compara com les bateries de ions de sodi en general funcionen amb les dues tecnologies de bateries recarregables establertes actualment en el mercat: la bateria de ions de liti i la bateria recarregable de plom i àcid.
|                                                      | Bateria de ions de sodi                                               | Bateria de ions de liti                       | Bateria de plom i àcid        |
| ---------------------------------------------------- | --------------------------------------------------------------------- | --------------------------------------------- | ----------------------------- |
| Cost per quilowatt hora de capacitat                 | 40–77 dòlars (2019)                                                   | 137 dòlars (mitjana el 2020)                  | 100–300 dòlars                |
| Densitat d'energia volumètrica                       | 250–375 W·h/L, basat en prototips                                     | 200–683 W·h/L                                 | 80–90 W·h/L                   |
| Densitat d'energia gravimètrica (energia específica) | 75–165 W·h/kg, (2021)                                                 | 120–260 W·h/kg                                | 35–40 Wh/kg                   |
| Cicles al 80% de profunditat de descàrrega           | De centenars a milers                                                 | 3.500                                         | 900                           |
| Seguretat                                            | Baix risc bateries aquoses Alt risc per Na en les bateries de carboni | Alt risc                                      | Risc moderat                  |
| Materials                                            | Terra abundant                                                        | Escassos                                      | Tòxics                        |
| Estabilitat en bicicleta                             | Alt (autodescàrrega insignificant)                                    | Alt (autodescàrrega insignificant)            | Moderat (alta autodescàrrega) |
| Eficiència d'anada i tornada en corrent continu      | fins al 92%                                                           | 85-95%                                        | 70-90%                        |
| Interval de temperatura                              | −20 °C a 60 °C                                                        | Admesos: -20 °C a 60 °C. Òptim: 15 °C a 35 °C | −20 °C a 60 °C                |